# Eriospermum villosum
Eriospermum villosum är en sparrisväxtart som beskrevs av John Gilbert Baker. Eriospermum villosum ingår i släktet Eriospermum och familjen sparrisväxter. Inga underarter finns listade i Catalogue of Life.